# Защита Святого Георгия
Защи́та Свято́го Гео́ргия — шахматный дебют, начинающийся ходами: 
 1. e2-e4 a7-a6.
Относится к полуоткрытым началам.

## История
Первый известный случай применения хода 1. …a7-a6 относится к середине XIX века. 11 декабря 1868 года неизвестный любитель по фамилии Бейкер, применяя данное начало, выиграл партию у будущего чемпиона мира В. Стейница, после чего за дебютом закрепилось название «Защита Бейкера». В дальнейшем дебют практически не применялся. Во второй половине XX века на относительно высоком уровне ход 1. …a7-a6 использовал английский мастер Майкл Басман. В России данное начало развивал чемпион Читинской области Юрий Ремизов.
Интерес к ходу 1. …a7-a6 вновь проявился в 1980 году, когда британский шахматист Э. Майлс, отличавшийся оригинальным стилем игры, успешно применил это начало против чемпиона мира А. Карпова, после чего появились новые исследования дебюта, и он стал чаще использоваться на практике. Тем не менее широкого распространения дебют так и не получил.

## Идеи дебюта
Играя 1. …a7-a6, чёрные стремятся уклониться от хорошо изученных дебютных вариантов и навязать противнику нестандартную игру. Как правило, далее чёрные продолжают путём b7-b5, после чего фианкеттируют слона на b7, стремясь создать фигурное давление на центр. Зачастую планы чёрных терпят неудачу, вследствие чего теория расценивает данное начало как рискованное. В то же время известны случаи, когда шахматисты, играя чёрными, применяли защиту Святого Георгия и одерживали эффектные победы над более именитыми соперниками (см. примерные партии). В современной турнирной практике дебют встречается редко, в то же время исследования последних лет говорят о недооценке данного начала.

## Происхождение названия
Название «Защита Святого Георгия» закрепилось за дебютом в зарубежной литературе в 1980-х годах после победы Э. Майлса над А. Карповым. Автор книги об этом дебюте, английский мастер М. Басман, проводит параллель с христианским преданием о святом Георгии Победоносце, поразившем копьём змея (дракона): «Святой Георгий, по моим сведениям, убил только одного дракона, и Майлс победил Карпова только один раз». Басман также отмечает, что Энтони Майлс родился 23 апреля — в день памяти Георгия Победоносца. Геннадий Сосонко приводит в качестве объяснения названия как дату рождения Майлса, так и тот факт, что английский гроссмейстер был известен как исследователь варианта дракона в сицилианской защите.

## Варианты
- 2. d2-d4 b7-b5
  - 3. Кg1-f3 Сc8-b7 4. Сf1-d3 e7-e6 5. 0-0 Кg8-f6 — основная позиция. Чёрные атакуют белую пешку e4, в дальнейшем возможно создание угрозы для пешки d4 путём c7-c5 и Фd8-b6. Игра отчасти напоминает французскую защиту, только у чёрных имеется активный слон, а у белых — активный пешечный центр[4].
  - 3. c2-c4 e7-e6!? 4. c4:b5 a6:b5 5. Сf1:b5 Сc8-b7 — гамбит Святого Георгия. Пожертвовав пешку, чёрные создают давление на поля e4 и g2[4].
- 2. Кg1-f3 b7-b5 3. Cf1-d3 — вариант, предложенный Ю. Авербахом. Основная идея состоит в том, что белые продолжат путём c2-c3, Сd3-c2, d2-d4, Фd1-e2 (либо Лf1-d1 после рокировки в короткую сторону), сводя тем самым игру на схемы испанской партии. Отсрочка хода d2-d4 создаёт чёрным сложности для создания эффективной контригры и одновременно предоставляет белым разнообразные возможности для продолжения борьбы[7].

## Ловушки в дебюте
Защита Святого Георгия требует от обеих сторон точной игры, так как содержит множество ловушек, которые с успехом могут использовать как чёрные, так и белые:
- 1. e2-e4 a7-a6!? 2. d2-d4 b7-b5 3. Кg1-f3 Сc8-b7 4. Кb1-c3? b5-b4! 5. Кc3-d5 e7-e6! — чёрные защищают пешку b4 и выигрывают пешку e4.
- 1. e2-e4 a7-a6!? 2. d2-d4 b7-b5 3. c2-c4 b5:c4 4. Сf1:c4 Сc8-b7?? 5. Фd1-b3! Сb7:e4?? 6. Сc4:f7x — чёрные получают мат.
- 1. e2-e4 a7-a6!? 2. Сf1-c4!? b7-b5 3. Сc4:f7+! Крe8:f7 4. Фd1-h5+ 
  - 4. …Крf7-e6?? 5. Фh5-d5+ Крe6-f6 6. Фd5-f5x — чёрные получают мат.
  - 4. …g7-g6 5. Фh5-d5+ e7-e6 6. Фd5:a8 — белые выигрывают ладью.
- 1. e2-e4 a7-a6!? 2. d2-d4 b7-b5 3. Кg1-f3 Сc8-b7 4. Сf1-d3 e7-e6 5. 0-0 Кg8-f6 6. Cc1-g5 c7-c5 7. e4-e5 h7-h6 8. Сg5-h4 g7-g5 9. Кf3:g5!? h6:g5 10. Сh4:g5 Лh8-g8 11. Сg5:f6? Лg8:g2+ 12. Крg1-h1 — с сильной атакой у чёрных. Возможные продолжения:
  - 12. …Лg2:f2+ 13. Крh1-g1 Лf2-g2+ 14. Крg1-h1 Лg2-g3+! 15. Лf1-f3 Лg3:f3! (с угрозой Лf3-f1x) 16. Крh1-g1 Лf3:f6 17. e5:f6 Фd8:f6 — с решающим преимуществом у чёрных.
  - 12. …Фd8:f6! 13. e5:f6 Лg2:f2+ 14. Крh1-g1 Лf2-g2+ 15. Крg1-h1 Лg2-g3+! 16. Лf1-f3 Сb7:f3+ 17. Фd1:f3 Лg3:f3 18. Сd3-e4 Лf3-f1+ 19. Крh1-g2 Лf1:b1!! 20. Лa1:b1 d7-d5 — у чёрных в эндшпиле лишняя фигура.
- 1. e2-e4 a7-a6!? 2. d2-d4 b7-b5 3. Кg1-f3 Сc8-b7 4. Сf1-d3 e7-e6 5. 0-0 Кg8-f6 6. Фd1-e2 c7-c5 7. c2-c3 Кb8-c6 8. d4-d5 
  - 8. …e6:d5? 9. e4:d5+ Кc6-e7 10. d5-d6 — белые выигрывают коня.
  - 8. …Кc6-e7! 9. d5-d6 Кe7-g6 10. e4-e5 Сb7:f3
    - 11. Фe2:f3? Кg6:e5 и 12. …Сf8:d6 — чёрные выигрывают две пешки.
    - 11. g2:f3 Кf6-d5 12. c3-c4? Кd5-f4! — двойная угроза: чёрные нападают на белого ферзя и создают угрозу мата путём 13. …Фd8-g5+ 14. Крg1-h1 Фg5-g2x

## Примерные партии
- Анатолий Карпов — Энтони Майлс, Скара, 1980[8]

1. e4 a6 2. d4 b5 3. Кf3 Сb7 4. Сd3 Кf6 5. Фe2 e6 6. a4 c5 7. dc С:c5 8. Кbd2 b4 9. e5 Кd5 10. Кe4 Сe7 11. 0—0 Кc6 12. Сd2 Фc7 13. c4 bc 14. К:c3 К:c3 15. С:c3 Кb4 16. С:b4 С:b4 17. Лac1 Фb6 18. Сe4 0—0 19. Кg5 h6 20. Сh7+ Крh8 21. Сb1 Сe7 22. Кe4 Лac8 23. Фd3 Л:c1 24. Л:c1 Ф:b2 25. Лe1 Ф:e5 26. Ф:d7 Сb4 27. Лe3 Фd5 28. Ф:d5 С:d5 29. Кc3 Лc8 30. Кe2 g5 31. h4 Крg7 32. hg hg 33. Сd3 a5 34. Лg3 Крf6 35. Лg4 Сd6 36. Крf1 Сe5 37. Крe1 Лh8 38. f4 gf 39. К:f4 Сc6 40. Кe2 Лh1+ 41. Крd2 Лh2 42. g3 Сf3 43. Лg8 Лg2 44. Крe1 С:e2 45. С:e2 Л:g3 46. Лa8 Сc7 0-1.